# بخش مرکزی شهرستان میاندوآب
بخش مرکزی شهرستان میاندوآب یکی از بخش‌های شهرستان میاندوآب در استان آذربایجان غربی ایران است.

## تقسیمات کشوری
- بخش مرکزی شهرستان میاندوآب
  - دهستان زرینه‌رود شمالی
  - دهستان مکریان شمالی
  - دهستان زرینه‌رود جنوبی

شهر: میاندوآب

## جمعیت
بنابر سرشماری عمومی نفوس و مسکن در سال ۱۳۹۵، جمعیت بخش مرکزی شهرستان میاندوآب برابر با ۲۰۱٬۴۳۶ نفر بود‌ه‌است.